# Parauna (geslacht)
Parauna is een kevergeslacht uit de familie van de boktorren (Cerambycidae). De wetenschappelijke naam van het geslacht werd voor het eerst geldig gepubliceerd in 1972 door Lane.

## Soorten
Parauna is monotypisch en omvat slechts de volgende soort:
- Parauna zikani Lane, 1972